# Valtr Taub
Valtr Taub, původně Walter Taub, respektive Valter Taub (18. června 1907 Brno – 30. září 1982 Vídeň), byl česko-německý herec, divadelní režisér a novinář židovského původu.

## Život

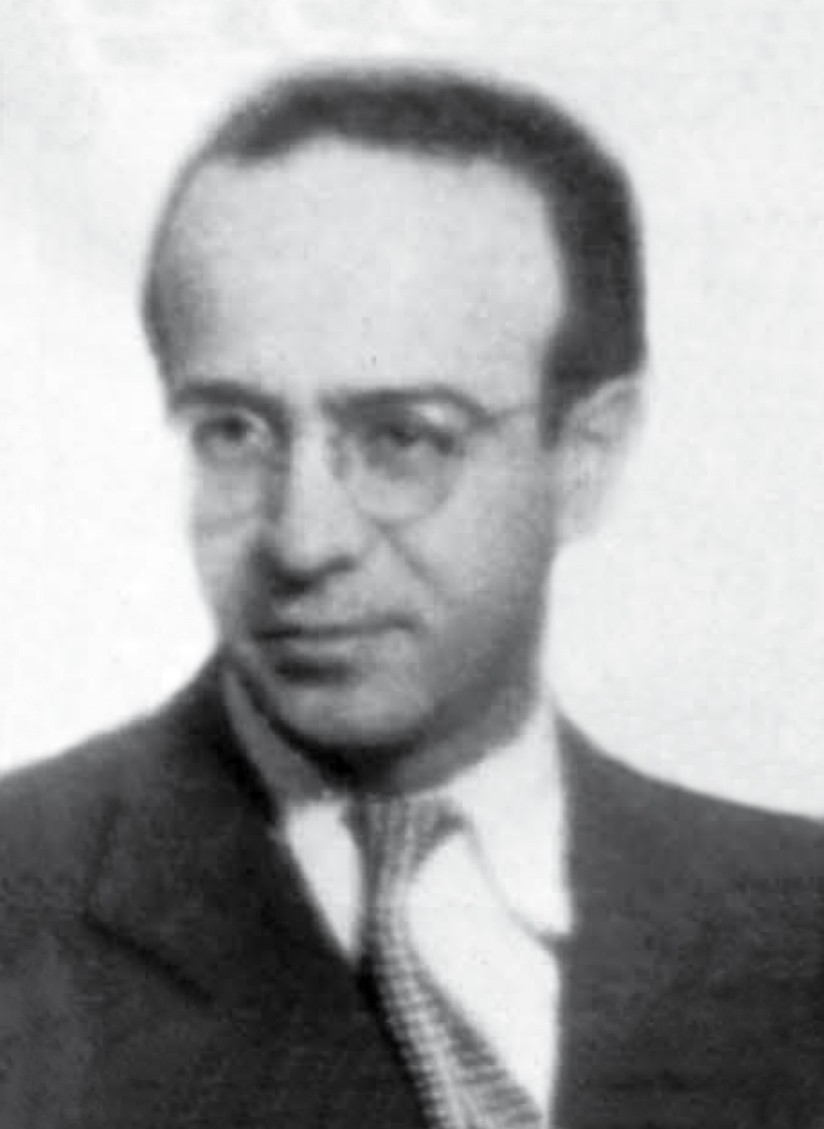
Jeho mladší bratr Kurt Taub

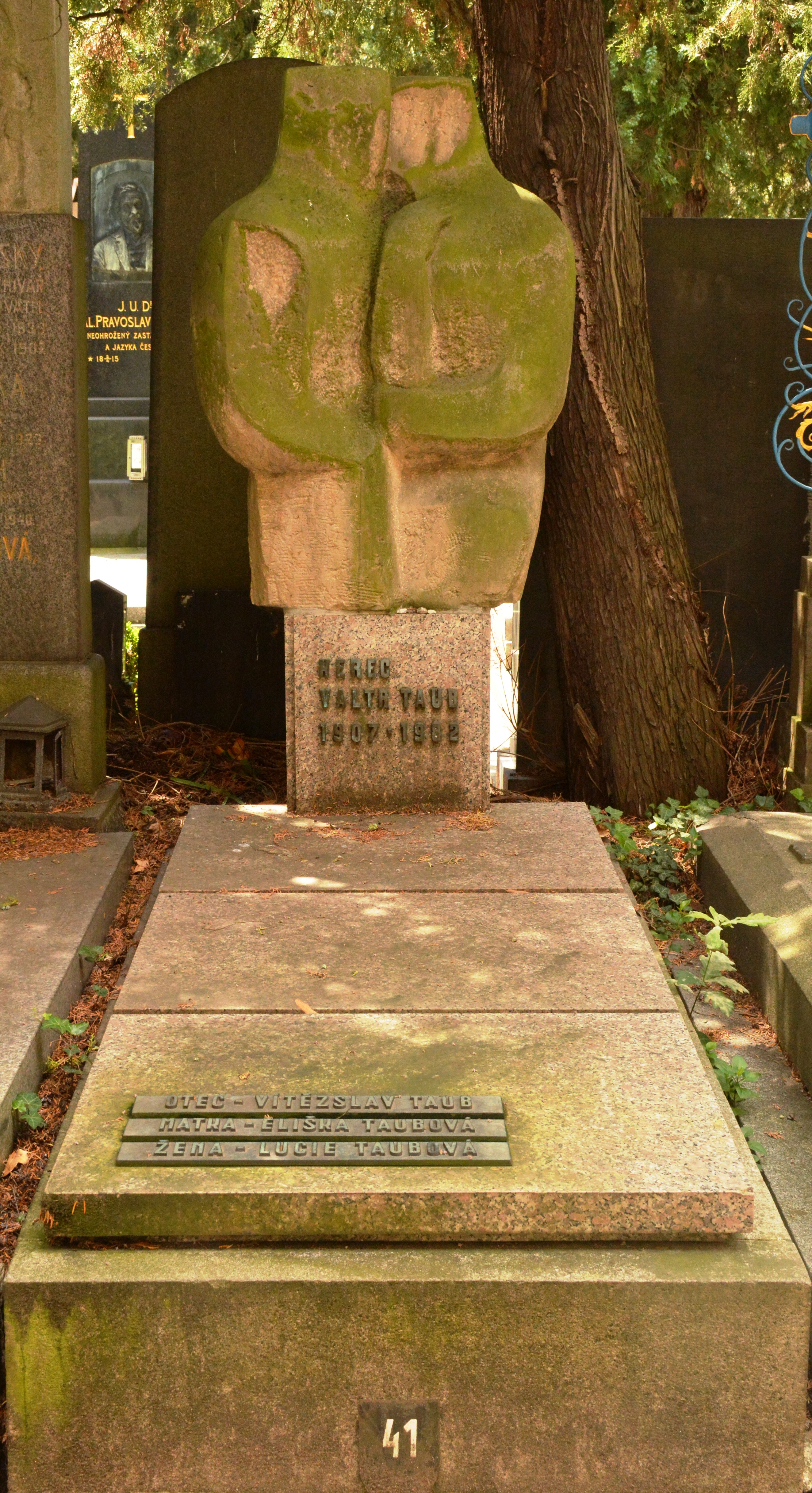
Hrob Valtra Tauba na Vyšehradském hřbitově v Praze

### Rodinné zázemí
Vyrůstal ve středostavovské brněnské židovské rodině, kulturně zakotvené v tamním německém prostředí. Jeho otcem byl politik Siegfried Taub (též senátor a ministr), funkcionář rakouské a po roce 1918 německé sociální demokracie v ČSR. Mateřskou řečí Valtra Tauba byla němčina (dle jeho vzpomínek byla jeho rodnou řečí spíše čeština, zatímco němčina jako hlavní jazyk německého Brna), ovšem od mládí byl veden k bilingvní komunikaci, takže v dospělosti perfektně ovládal i češtinu.

### Herecké počátky
Maturoval v roce 1925 na gymnáziu v Brně. Krátce studoval několik semestrů práva, ale touha po divadle jeho další studia přerušila. Už jako student totiž hrál v Německém divadle v Brně a přispíval také divadelními kritikami do časopisu Der Montag. V roce 1927 nastoupil jako dramaturg, nápověda a herec v Německém divadle v Ostravě. Na přelomu 20. a 30. let působil střídavě na německy hrajících scénách v Teplicích, Vídni (Volkstheater Wien) a také Karlových Varech. V letech 1931–1939 byl jako herec a režisér angažován do Nového německého divadla v Praze. Už ve třicátých letech se objevoval i v českém filmu, byť jen v drobných rolích.

### Novinář, herec a agent StB
V Praze patřil mezi čelní představitele německé kulturní levice. Mimo jiné byl zakládajícím členem a jednatelem Klubu českých a německých divadelních pracovníků. Před nacisty utekl se svojí manželkou, rovněž herečkou (hrající pod jménem Lux Rodenbergová) na poslední chvíli přes Polsko do neutrálního Švédska. Přesto zde byl v roce 1942 na nátlak nacistického Německa na krátký čas uvězněn za spolupráci s londýnskou exilovou vládou a za činnost pro ČTK. Ve Švédsku sice získal zahraniční novinářskou akreditaci, nacisté ale nelibě nesli jeho spolupráci s československým zahraničním odbojem. Prostřednictvím švédských úřadů ale dokázali jeho činnost brzdit jen v určitých oblastech.
Po válce začala Taubovy zahraniční kontakty využívat Československá tisková kancelář. V letech 1947–1948 řídil její Stockholmskou pobočku pro severské státy. Poté, kdy byl ze země vyhoštěn za zpravodajskou (?) činnost ve prospěch SSSR, působil jako redaktor zahraničního oddělení ČTK v Praze. Na počátku 50. let byl ale v době probíhajících politických procesů propuštěn. Mezi hlavní důvody Taubova propuštění lze počítat jeho válečné působení v západní části Evropy a také jeho židovský původ (procesy měly výrazně protižidovský charakter).
V následujících letech 1951–53 postupně pracoval jako redaktor, referent, umělecký vedoucí a režisér Estrádního jednatelství Hudební a artistické ústředny (HAÚ). Ve státním podniku Československé cirkusy, varieté a lunaparky Praha si postupně prošel degradací od náměstka ředitele po člena technického personálu, a dokonce krmiče lvů. K divadlu se mohl vrátit teprve s příchodem politického uvolňování, v roce 1953, kdy jako režisér nastoupil do divadla ve Varnsdorfu. Krátce působil také v Krajském oblastním divadle v Plzni. Už v roce 1954 ale získal místo v souboru Realistického divadla Zdeňka Nejedlého v Praze, kde pak působil až do důchodu (1971). Od druhé poloviny 50. let se opět začal objevovat v českém filmu a také v televizních inscenacích. Většinou šlo znovu spíše o menší role. Na rozdíl od předválečného období to ale v mnoha případech byly kvalitní filmy.
Dne 7. října 1959 podepsal spolupráci s StB jako Valter Taub s krycím jménem Vata, kterou několikrát obnovil. Výjimkou je zápis StB ze dne 8. dubna 1968, kde byl zaevidován jako Waltr Taub.
Od roku 1964 měl po mnoha letech příležitost hostovat i na zahraničních německých divadelních scénách a to jak ve východním, tak i v západním Německu. Taub zemřel v roce 1982 na jevišti vídeňského Burgtheatru. Pohřeb proběhl ve strašnickém krematoriu. Pohřben je na Vyšehradském hřbitově.

## Ocenění
- 1963 Řád práce
- 1965 titul zasloužilý umělec

## Politické přesvědčení a spolupráce s StB
Valtr Taub po celý svůj život inklinoval k levicovým hodnotám, které přijal už od svého otce, významného levicového politika. Zatímco otec Siegfried Taub ovšem celoživotně zůstával věrný tradiční demokratické levici, syn Valtr se v roce 1935 stal členem komunistické strany. V divadle vedl stranickou ilegální buňku.
V období komunismu se stal agentem. Už ve Švédsku pracoval pro sovětskou tajnou službu a po návratu do Československa i pro Státní bezpečnost. Po návratu z hereckých zájezdů v Rakousku a Německu donášel na tamní špičkové politiky, s nimiž se znal z válečného exilu ve Švédsku. Státní bezpečnosti poskytoval informace ze života spisovatele Pavla Kohouta.

## Citát
Přátelství s vynikajícím hercem Waltrem Taubem je nezapomenutelné. Byl to neobyčejně vzdělaný herec, jeden z nejvzdělanějších s jakým jsem se potkal. Nedával na obdiv své znalosti, měl nad životem nadhled vzdělance a nemusel ostentativně dávat najevo, předvádět se na rozdíl od polovzdělaných a méně vědoucích. Z něho vyzařovalo cosi tak silného, že – pokud měl potřebu něco sdělovat – člověk musel v pokoře postát a zaposlouchat se. On měl zkušenosti, přehled, nepotřeboval se vzrušovat maličkostmi. Dobře mluvil několika jazyky, měl nádherný smysl pro humor a nepokazil žádnou pěknou chvilku. Možná i proto, že příliš dobře věděl, jakou vteřinu máme na tomto světě k dispozici. 
Josef Vinklář